# Cheiracanthium ienisteai
Cheiracanthium ienisteai is een spinnensoort uit de familie Cheiracanthiidae.
De wetenschappelijke naam van de soort werd in 1985 gepubliceerd door Cleopatra Sterghiu.